# Okhotigone
Okhotigone Eskov, 1993 è un genere di ragni appartenente alla famiglia Linyphiidae.

## Distribuzione
L'unica specie oggi attribuita a questo genere è stata rinvenuta nella Russia orientale (Oblast' di Magadan), in Giappone (prefettura di Hokkaidō) e in Cina (nel Changbai Shan, ai confini con la Corea del Nord).

## Tassonomia
A dicembre 2011, si compone di una specie:
- Okhotigone sounkyoensis (Saito, 1986)[3] — Russia, Cina, Giappone